# Crossarchus ansorgei
Cầy mangut lùn Angola (Crossarchus ansorgei), còn được gọi là cầy mangut lùn Ansorge, là một loài họ Cầy lỏn nhỏ. Có hai phân loài được công nhận: C. a. ansorgei, được tìm thấy ở Angola; và C. a. nigricolor, được tìm thấy ở Cộng hòa Dân chủ Congo, không có phạm vi trùng lặp. Nó thích môi trường sống kiểu rừng nhiệt đới và tránh những khu vực có con người sinh sống. Nó phát triển với chiều dài 30.48–45.72 cm, với đuôi dài 15.24–25.4 cm, và nặng 0.45–1.4 kg. Người ta biết rất ít về loài cầy mangut lùn này và không có ước tính về số lượng hoặc tình trạng quần thể hoang dã của nó. Cho đến năm 1984, loài này chỉ được biết đến từ hai mẫu vật ở Baringa nhưng hiện nay được cho là khá phổ biến ở một số vùng. Các mối đe dọa có lẽ là mất môi trường sống và săn bắt thịt bụi. Tuy nhiên, loài này được bảo vệ bởi Vườn quốc gia Salonga.